# Combat de Tombouctou (2012)
Pour les articles homonymes, voir Combat de Tombouctou.
Guerre du Mali
Batailles
Le combat de Tombouctou se déroule lors de la guerre au nord du Mali. C'est un des premiers affrontements opposant le MNLA à Ansar Dine.

## Déroulement
Le combat du 13 juin est le deuxième affrontement sanglant opposant les indépendatistes du MNLA aux islamistes. Dans la nuit du 7 au 8 juin, un accrochage avait fait plusieurs blessés près de Kidal.
Le 13 juin 2012, aux environs de 10 heures, un véhicule du MNLA se présente à un poste à l'entrée Sud-Est de la ville de Tombouctou, sur la route de Goundam. Une querelle éclate alors entre les combattants indépendantistes et les islamistes qui gardent le poste, les seconds veulent que les hommes du MNLA déposent leurs armes, ce que ces derniers refusent. Des tirs de sommations éclatent alors, puis dégénèrent en fusillade.
Un chef d’Ansar Dine, « Cherif » affirme que ; « des éléments en déroute du MNLA voulaient s’installer dans la ville, on leur a demandé de déposer leurs armes afin de les contrôler, ils ont refusé et ont commencé à tirer, on a riposté. Deux nos éléments ont été touchés dans l’escarmouche mais sans gravité, ils ont été soignés et se portent bien. »
Selon Oumar Sall, un membre du Haut conseil islamique de Tombouctou ; « Ça s’est passé à la sortie est de Tombouctou, où se trouve un poste tenu par Ançar Dine. Des gens du MNLA voulaient passer, mais Ançar Dine a refusé et il y a eu l’accrochage. »

## Pertes
Selon les renseignements fournis à l'AFP par un infirmier, cinq blessés graves sont envoyés à l'hôpital de Tombouctou, dont quatre sont du MNLA et un d'Ansar Dine.
Oumar Sall évoque deux morts pour le MNLA. Ce nombre est confirmé par plusieurs témoins qui affirment également que les indépendantistes étaient au nombre de sept. D'autres sources évoquent trois tués chez les indépendantistes.
D'après une source locale, le bilan de l’affrontement serait de deux morts du côté du MNLA et 8 blessés chez les islamistes. Selon cette source, les hommes d’Ansar Dine ont affirmé que l’interception d’un de leurs convois par des éléments du MNLA est à l’origine de l’incident.